# Atletismo nos Jogos Pan-Americanos de 1963 - 20 km marcha atlética masculina
A prova dos 20 km da marcha atlética masculina nos Jogos Pan-Americanos de 1963 foi realizada em São Paulo, Brasil.

## Medalhistas
| Ouro                   | Prata                     | Bronze                         |
| Alex Oakley CAN Canadá | Nicole Marrone CAN Canadá | Ronald Zinn USA Estados Unidos |

## Resultados
| Posição           | Nome              | Nacionalidade      | Tempo   | Notas |
| ----------------- | ----------------- | ------------------ | ------- | ----- |
| Medalha de ouro   | Alex Oakley       | CAN Canadá         | 1:42:43 |       |
| Medalha de prata  | Nicole Marrone    | CAN Canadá         | 1:46:35 |       |
| Medalha de bronze | Ronald Zinn       | USA Estados Unidos | 1:49:44 |       |
| 4                 | Ron Laird         | USA Estados Unidos | 1:52:09 |       |
| 5                 | Renato Coutinho   | BRA Brasil         | 2:07:46 |       |
| 6                 | Adalberto Fritsch | BRA Brasil         | 2:21:33 |       |